# Kiskeya baorucae
Kiskeya baorucae is een keversoort uit de familie bladkevers (Chrysomelidae). De wetenschappelijke naam van de soort werd in 2006 gepubliceerd door Konstantinov & Chamorro-Lacayo.